# 羅伯特·佛洛斯特
羅伯·李·佛洛斯特（英語：Robert Lee Frost，1874年3月26日—1963年1月29日），美国作家，被认为是传统英文诗歌与现代派诗歌的“交替性诗人”，与T·S·艾略特被认为是美国现代派诗歌的两大代表人物。其因对新英格兰乡村生活的描绘、对美式英语口语的驾驭与运用现实主义诗歌呈现凡人生活而著称，被誉为“新英格兰的农民诗人”。。
弗罗斯特的一生屡获殊荣，他不仅是唯一一个四度斩获普利策诗歌奖的人，也是1958年的美国桂冠诗人，1961年的佛蒙特州桂冠诗人。他还在1960年获得美国最高平民荣誉——国会金质奖章。

## 生平

### 早年生活

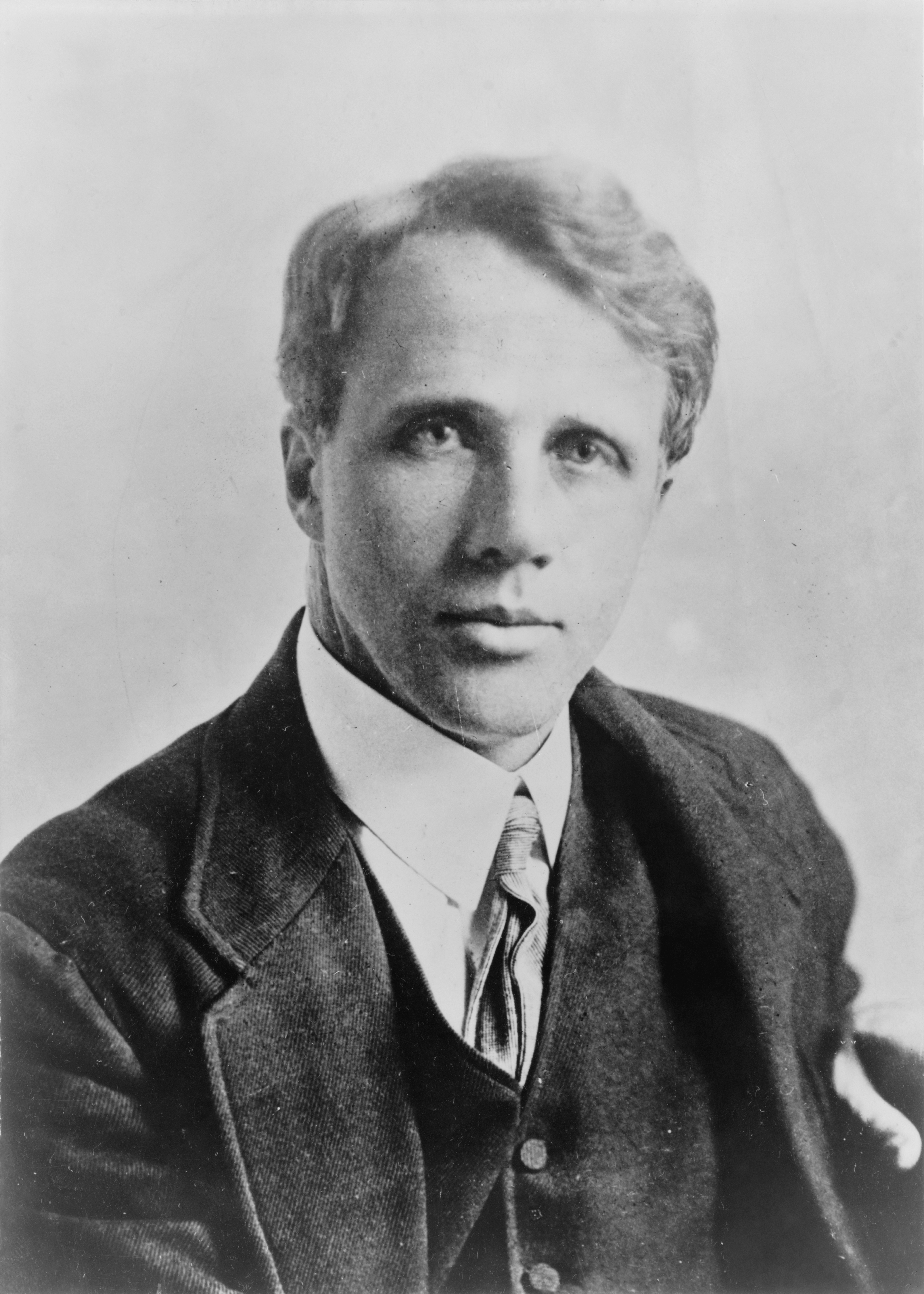
羅伯·佛洛斯特，約攝於1910年

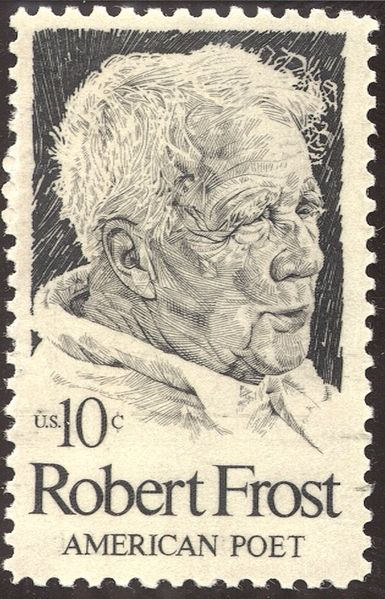
羅伯·佛洛斯特郵票肖像

1874年，羅伯·佛洛斯特出生于加利福尼亚州旧金山，父亲是记者小威廉·普雷斯科特·佛洛斯特和伊莎贝尔·穆迪。他的父亲是英国德文郡蒂弗顿的尼古拉斯·佛洛斯特的后裔，他于1634年乘坐沃尔夫纳号航行到新罕布什尔州，母亲是苏格兰移民。佛洛斯特是马萨诸塞州伊普斯维奇的早期定居者之一塞缪尔·阿普尔顿和马萨诸塞州沃特敦的早期定居者之一乔治·菲利普斯牧师的后代。
佛洛斯特的父亲是一名教师，后来是《旧金山晚报》（后来与《旧金山考察者报》合并）的编辑，也是一名不成功的市税局局长候选人。他于1885年5月5日去世后，在罗伯特的祖父老威廉·弗罗斯特的资助下，全家搬到了马萨诸塞州的劳伦斯，他是新英格兰一家工厂的监督员。佛洛斯特于1892年从劳伦斯高中毕业。弗罗斯特的母亲加入了瑞典教会，并让他在其中受洗，但他成年后离开了教会。
尽管他后来因与农村生活的联系而闻名，但佛洛斯特是在城市长大的，他在高中的杂志上发表了他的第一首诗。他在达特茅斯学院学习了两个月，时间之长足以让他被Theta Delta Chi兄弟会录取。弗罗斯特回到家里教书并从事各种工作，包括帮助他母亲教她班上的不守规矩的男孩，送报纸，以及在一家工厂维修碳弧灯。他并不喜欢这些工作，觉得自己真正的使命是写诗。

### 成人时期
1894年，他卖出了他的第一首诗，“我的蝴蝶。一首挽歌”（发表在1894年11月8日的《纽约独立报》上），售价15美元（今天为449美元）。他为自己的成就感到自豪，向埃莉诺·米里亚姆·怀特求婚，但她不同意，她想在他们结婚前完成大学学业（在圣劳伦斯大学）。然后弗罗斯特去了弗吉尼亚州的大沼泽地游玩，回来后再次向埃莉诺求婚。毕业后，她同意了，他们于1895年12月19日在马萨诸塞州的劳伦斯结婚。
佛洛斯特从1897年到1899年就读于哈佛大学，但他因病自愿离开。在去世前不久，佛洛斯特的祖父为罗伯特和埃莉诺在新罕布什尔州德里购买了一个农场；佛洛斯特在农场工作了9年，同时在清晨写作，创作了许多后来成为著名诗歌。最终，他的耕作被证明是不成功的，他回到了教育领域，从1906年到1911年在新罕布什尔州的平克顿学院担任英语教师，然后在新罕布什尔州普利茅斯的新罕布什尔师范学校（现在的普利茅斯州立大学）。
1912年，佛洛斯特与家人一起乘船前往英国，首先在伦敦郊外的一个小镇比肯斯菲尔德定居。他的第一本诗集《男孩的意愿》于第二年出版。在英国，他结识了一些重要的朋友，包括爱德华·托马斯（被称为迪莫克诗人小组的成员，也是其代表作《未选择的路》的灵感来源）、T.E.赫尔姆和埃兹拉·庞德。虽然庞德将成为第一个对佛洛斯特的作品写出好评的美国人，但佛洛斯特后来对庞德试图操纵他的美国式样的做法感到不满。佛洛斯特在英国遇到或结识了许多当代诗人，特别是在他的头两本诗集于1913年（《男孩的意志》）和1914年（《波士顿之北》）在伦敦出版后。
1915年，在第一次世界大战期间，佛洛斯特回到了美国，霍尔特的美国版《男孩的意志》最近已经出版，他在新罕布什尔州的弗兰科尼亚买了一个农场，在那里他开始了写作、教学和演讲的生涯。这个家庭宅院一直到1938年都是佛洛斯特夫妇的避暑山庄。今天，它被保留为弗罗斯特广场，一个博物馆和诗歌会议场所。1916年，他被授予哈佛大学Phi Beta Kappa的荣誉成员。1917-20年，1923-25年，以及1926-1938年，佛洛斯特在马萨诸塞州的阿默斯特学院教授英语，特别是鼓励他的学生在写作中考虑到英语口语中的无数声音和语调。他把他的口语化的语言方法称为 "意义的声音"。
1924年，他以《新罕布什尔》一书赢得了四个普利策奖中的第一个。1931年，他又以《诗集》1937年的《更远的范围》和1943年的《见证树》赢得了普利策奖。
从1921年到1962年的四十二年里，佛洛斯特几乎每年夏天和秋天都在米德尔伯里学院的面包面包英语学校（位于佛蒙特州里普顿的山区校园）授课。他被认为是对学校及其写作项目发展的主要影响。学院现在拥有并维护他以前在里普顿的农庄，这是一个国家历史性的地标，在布莱德洛夫校园附近。 1921年，佛洛斯特接受了密歇根大学安阿伯分校的奖学金教职，他在那里居住到1927年，然后回到阿默斯特任教。在密歇根大学任教期间，他被授予该大学文学研究员的终身任命。佛洛斯特在安阿伯的住宅被密歇根州迪尔伯恩的亨利·福特博物馆购买，并被迁至该博物馆的格林菲尔德村，供公众参观。在整个20世纪20年代，弗罗斯特还住在他位于佛蒙特州沙夫茨伯里的殖民时代的房子里。该住宅于2002年作为罗伯特·佛洛斯特石屋博物馆开放，并在2017年被赠予本宁顿学院。
1934年，佛洛斯特开始在佛罗里达州过冬。 1935年3月，他在迈阿密大学发表演讲。 1940年，他在佛罗里达州南迈阿密买了一块5英亩（2.0公顷）的土地，命名为铅笔松；他在那里度过了他的余生的冬天。 海伦·穆尔在她关于弗罗斯特在佛罗里达州的回忆录中写道：“佛洛斯特把他的五英亩土地称为铅笔松，因为他说他从未从不涉及使用铅笔的事情中赚过一分钱”。
]
哈佛大学1965年的校友录显示佛洛斯特在那里获得了一个荣誉学位。虽然他没有从大学毕业，但佛洛斯特获得了40多个荣誉学位，包括普林斯顿大学、牛津大学和剑桥大学的学位，并且是唯一一个获得达特茅斯学院两个荣誉学位的人。在他生前，弗吉尼亚州费尔法克斯的罗伯特·佛洛斯特中学、马萨诸塞州劳伦斯的罗伯特·L·佛洛斯特学校以及阿默斯特学院的主图书馆都以他的名字命名。
1960年，佛洛斯特被授予美国国会金质奖章，“以表彰他的诗歌丰富了美国的文化和世界的哲学。”1962年3月，肯尼迪总统最终授予了这枚奖章。同样在1962年，他被麦克道尔殖民地授予爱德华·麦克道尔奖章，以表彰对艺术的杰出贡献。
佛洛斯特在1961年1月20日约翰·F·肯尼迪的就职典礼上朗诵时已经86岁。弗罗斯特最初试图朗诵他为该场合写的诗《奉献》，但由于阳光太亮而无法朗诵，所以他凭记忆朗诵了他的诗《直接的礼物》。
1962年夏天，佛洛斯特陪同内政部长斯图尔特·乌德尔访问苏联，希望与尼赫鲁晓夫会面，为两个冷战大国之间的和平关系进行游说。
1963年1月29日，佛洛斯特因前列腺手术的并发症在波士顿去世。他被埋葬在佛蒙特州本宁顿的老本宁顿公墓。他的墓志铭引用了他的诗作《今天的教训》（1942）中的最后一句话。“我与世界有一场情人般的争吵”。
佛洛斯特资料的原始收藏之一，由他本人提供，在马萨诸塞州阿默斯特市的琼斯图书馆特藏部发现。该收藏包括大约一万两千件物品，包括原始的诗歌和信件手稿、通信和照片，以及音频和视频记录。 阿默斯特学院的档案和特别收藏部拥有他的少量论文。密歇根大学图书馆拥有罗伯特·佛洛斯特家族收藏的手稿、照片、印刷品和艺术品。最重要的佛洛斯特的工作手稿收藏由达特茅斯大学持有。

## 流行文化
1967年S.E. Hinton的小说《局外人》和1983年的改编电影中都出现了这首诗 “Nothing Gold Can Stay”，这首诗首先由小马哥对他的朋友约翰尼大声朗诵。在随后的一个场景中，约翰尼通过一封信向小马哥引用了这首诗中的一节，这封信是在小马哥去世后读的。
2002年10月20日出版的《加菲猫》连环画中，标题人物最初朗诵的是《没有什么金子能留下来》。然而，这在书集和网络版中被取代了，可能是因为这首诗在连环画出版时仍有版权（这首诗后来在2019年失效，进入公共领域）。

## 延伸阅读
- Pritchard, William H. . 2000  [March 18, 2001]. （原始内容存档于2008-12-16）.
- Taylor, Welford Dunaway. . Hanover, New Hampshire: Dartmouth College Library. 1996. OCLC 1036107807.
- "Vandalized Frost house drew a crowd". Burlington Free Press, January 8, 2008.
- Robert Frost (1995). Collected Poems, Prose, & Plays. Edited by Richard Poirier and Mark Richardson. Library of America. ISBN 1-883011-06-X (trade paperback).
- Robert Frost Biographical Information （页面存档备份，存于）

## 外部連結
1. ↑  李文俊. . 中国大百科全书第三版网络版. 中国大百科全书出版社. 2022-01-20.
2. ↑  .  Online. 2008  [December 21, 2008].